# 3412-es busz
A 3412-es jelzésű autóbuszvonal Eger, Bélapátfalva és Ózd között húzódó helyközi vonal, amelyet a Volánbusz Zrt. üzemeltet.

## Útvonala
Eger autóbusz-állomásról indul. Kihajt a 25-ös főútra, majd Felnémet irányába halad. Először Almárt érinti, majd a vonal 12. kilométerénél első településére, Szarvaskőre ér. Azt követi a Tardosi kőbányák, majd a 2506-os mellékúton Mónosbelen megy át. A Bükk északnyugati részén fekvő Bélapátfalva következik és a messze szomszédos Szalajka-völgyről ismert Szilvásvárad (végállomás is), itt fordul le Bükkmogyorósd felé. Átlép Heves megyéből Borsod-Abaúj-Zemplénbe, aztán kanyargós útvonalon erdős részen Csernelyen fog tartózkodni, mely szintén egyes fordáknak utolsó pontja. A falu elágazása után Farkaslyuk van hátra, majd a megye 2. legnagyobb településén, Ózdon végállomásozik, annak is autóbusz-állomásán.
Ellentétes irányban csak Csernelyről van indítás, változatlan útvonalon

## Közlekedése
Indításszáma alacsony, mindössze egyetlenszer van járat Eger és Ózd közt. Azonos útvonalon jár a 3410-es busz, azonban az helyijárati jelleggel közlekedik Egerben, de sokkal sűrűbben köti össze a két nagyvárost.
| Viszonylat                                           | Indításszám | Közlekedési rend |
| ---------------------------------------------------- | ----------- | ---------------- |
| Eger, aut. áll. – Csernelyi elág.                    | 1 pár       | tanítási napokon |
| Eger, aut. áll. ➝ Ózd, aut. áll.                     | 1 oda       | naponta          |
| Szilvásvárad, Szalajka-völgyi elág. ➝ Ózd, aut. áll. | 1 oda       | munkanapokon     |

## Megállóhelyei
| A megállóban járat alkalmanként nem áll meg. |                                                             |         | |
| 0                                            | Eger, autóbusz-állomás végállomás                           | 0.0 km  | 2, 2A, 4, 5, 5A, 6, 7, 7A, 11, 12, 14, 14E, 16, 17, 112, 914 1049, 1050, 1051, 1053, 1054, 1343, 1344, 1346, 1347, 1348, 1349, 1351, 1352, 1362, 1380, 1383, 1426, 1427, 1428, 1447, 1466, 1468, 1517 3400, 3402, 3403, 3405, 3406, 3407, 3408, 3409, 3410, 3411, 3414, 3415, 3416, 3417, 3418, 3419, 3420, 3423, 3424, 3426, 3430, 3431, 3432, 3433, 3434, 3435, 3440, 3441, 3442, 3443, 3444, 3445, 3446, 3448, 3450, 3455, 3456, 3457, 3458, 3462, 3469, 3470, 3471, 3472, 3473, 3474, 3476, 3479, 3480, 3481, 3482, 3483, 3484, 3488, 3604, 3660, 3667, 4012, 4014, 4015, 4157 |
| 1                                            | Eger, Bartakovics út                                        | 1.0 km  | 4, 13, 113 1347, 1349, 1351, 1352, 1447 3400, 3402, 3403, 3404, 3408, 3409, 3410, 3411, 3435, 3454, 3470, 3471, 3472, 3473, 3474, 3476, 3479, 3481, 3482, 3483, 3484, 3488, 4157 |
| 2                                            | Eger, Kővágó tér                                            | 2.5 km  | 4, 7, 11, 13, 14, 14E, 17, 113 1051, 1053, 1054 3400, 3402, 3403, 3404, 3408, 3409, 3410, 3411, 3435, 3454, 3481, 4157 |
| 3                                            | Eger, Nagylapos                                             | 3.7 km  | 4, 11, 14, 14E, 16, 914 1053, 1054 3400, 3402, 3403, 3404, 3405, 3408, 3409, 3410, 3411, 3414, 3435, 3481, 4157 |
| 4                                            | Eger (Felnémet), felsőtárkányi elágazás                     | 4.7 km  | 4, 11, 14, 14E, 16, 914 1053 3400, 3402, 3403, 3404, 3405, 3408, 3409, 3410, 3411, 3414, 3435, 3481, 4157 személyvonat – Eger-Felnémet [87.] |
| 5                                            | Eger, Almár vasúti megállóhely                              | 7.2 km  | 3400, 3402, 3403, 3404, 3408, 3409, 3410, 3411, 3481, 4157 személyvonat – Almár [87.] |
| 6                                            | Almár, hobbitelkek                                          | 10.2 km | 3400, 3402, 3403, 3404, 3408, 3409, 3410, 3411, 3481, 4157 |
| 7                                            | Szarvaskő, újtelep                                          | 11.8 km | 3400, 3402, 3403, 3404, 3408, 3409, 3410, 3411, 3481, 4157 |
| 8                                            | Szarvaskő, központ                                          | 12.4 km | 1051, 1054 3400, 3402, 3403, 3404, 3408, 3409, 3410, 3411, 3481, 4157 személyvonat – Szarvaskő [87.] |
| 9                                            | Mónosbéli elágazás                                          | 13.5 km | 3400, 3402, 3403, 3404, 3408, 3409, 3410, 3411, 3481, 4157 |
| 10                                           | Barátkert, Tardosi sporttábor                               | 14.7 km | 3402, 3404, 3408, 3410, 3411, 4157 |
| 11                                           | Tardosi kőbányák                                            | 19.5 km | 3402, 3404, 3408, 3410, 3411, 4157 |
| 12                                           | Mónosbél, vasútállomás                                      | 18.5 km | 1054 3402, 3404, 3408, 3410, 3411, 4157 személyvonat – Mónosbél [87.] |
| 13                                           | Mónosbél, Béke út                                           | 19.1 km | 3402, 3404, 3408, 3410, 3411, 4157 |
| 14                                           | Bélapátfalva, vásártér                                      | 21.0 km | 3402, 3404, 3408, 3410, 3411, 4157 |
| 15                                           | Bélapátfalva, városháza                                     | 21.8 km | 1054 3403, 3404, 3408, 3410, 3411, 3485, 4157 |
| 16                                           | Bélapátfalva, egészségház                                   | 22.4 km | 1054 3408, 3410, 3411, 3485, 4157 személyvonat – Bélapátfalvi Cementgyár [87.] |
| 17                                           | Bélapátfalva, ipari park                                    | 23.3 km | 3404, 3408, 3410, 3411, 4157 |
| 18                                           | Szilvásvárad, camping                                       | 27.3 km | 3408, 3410, 3411, 4157 személyvonat – Szilvásvárad-Szalajkavölgy [87.] |
| 19                                           | Szilvásvárad, Szalajka-völgyi elágazás vonalközi végállomás | 27.9 km | 1054 3408, 3410, 3411, 3486, 4157, 4194 |
| 20                                           | Szilvásvárad, Miskolci út 28.                               | 28.6 km | 1054 3408, 3410, 3411, 3486, 4157, 4194 |
| 21                                           | Szilvásvárad, vasútállomás bejárati út                      | 29.6 km | 3410, 3486, 4157 személyvonat – Szilvásvárad [87.] |
| 22                                           | Bükkmogyorósd, autóbusz-váróterem                           | 33.4 km | 3410, 3486, 4157, 4161 |
| 23                                           | Vállós úti major                                            | 34.9 km | 3410, 4157, 4161 |
| 24                                           | Csernely, autóbusz-váróterem                                | 35.9 km | 3410, 3486, 4154, 4157, 4160, 4161 |
| 25                                           | Csernelyi elágazás vonalközi végállomás                     | 36.3 km | 3410, 3486, 4153, 4154, 4157, 4160, 4161 |
| 26                                           | Csernely, fehérneműüzem bejárati út                         | 36.9 km | 3410, 4153, 4154, 4157, 4160, 4161 |
| 27                                           | Farkaslyuk, újtelep                                         | 42.4 km | 3410, 4153, 4154, 4157, 4160, 4161 |
| 28                                           | Farkaslyuk, autóbusz-váróterem                              | 43.0 km | 3410, 4101, 4153, 4154, 4157, 4158, 4160, 4161 |
| 29                                           | Ózd, Pázmány út 150.                                        | 44.8 km | 3410, 4101, 4153, 4157, 4158, 4160, 4161 |
| 30                                           | Ózd, Petőfi tér                                             | 46.3 km | 1, 2, 4, 8, 12, 20, 21, 23 3410, 4101, 4102, 4153, 4154, 4157, 4158, 4160, 4161 |
| 31                                           | Ózd, autóbusz-állomás végállomás                            | 47.5 km | 1, 2, 2A, 3, 4, 6, 7, 8, 12, 20A, 23, 26, 46, 47, 68, 74, 76, 78 1031, 1034, 1051, 1369, 1384, 1411 3410, 3770, 3773, 4101, 4102, 4104, 4140, 4145, 4147, 4148, 4150, 4151, 4153, 4155, 4157, 4158, 4160, 4161, 4180, 4185, 4186 |